# Keyword stuffing
Keyword stuffing – nieetyczna technika podwyższania rankingu strony internetowej za pomocą wypełniania sekcji META w dokumencie HTML (ale także i sekcji <body> dokumentu) spreparowanymi wyrazami kluczowymi.
Typową techniką jest wielokrotne powtarzanie tego samego wyrazu (np. sex, sex, sex), co ma zwiększyć jego wagę. Jest to powód, dla którego niektóre wyszukiwarki internetowe odrzucają wyrazy kluczowe jako podstawę rankingu. Niektóre wyszukiwarki nie uwzględniają też wyrazów, które są opisane tym samym kolorem co kolor tła (tym samym są niewidoczne dla czytelnika). Strony zawierające tego rodzaju techniki są niejednokrotnie filtrowane za pomocą filtru antyspamowego wyszukiwarki. W szczególności wyszukiwarki wykrywają metodę białego tekstu na białym tle. Spotkano się też z metodą upychania słów kluczowych w Tooltip.